# Seth Ampadu
Seth Ampadu – ghański piłkarz grający na pozycji obrońcy. W swojej karierze grał w reprezentacji Ghany.

## Kariera klubowa
W swojej karierze piłkarskiej Ampadu grał w klubie Asante Kotoko SC.

## Kariera reprezentacyjna
W 1982 roku Ampadu został powołany do reprezentacji Ghany na Puchar Narodów Afryki 1982. Wywalczył z nią mistrzostwo Afryki, jednak nie rozegrał na tym turnieju żadnego meczu. W 1984 roku został powołany do kadry na Puchar Narodów Afryki 1984. Na tym turnieju zagrał w trzech meczach grupowych: z Nigerią (1:2), z Algierią (0:2) i z Malawi (1:0).